# Kariž
Kariž je priimek v Sloveniji, ki ga je po podatkih Statističnega urada Republike Slovenije na dan 1. januarja 2010 uporabljalo 160 oseb.

## Znani nosilci priimka
- Albert Kariž, pevec resne glasbe
- Zoran Kariž (*1942), strojnik
- Žiga Kariž (*1973) slikar, (sedaj z umetniškim imenom Janez Janša)